# PC Fútbol 6.0
PC Fútbol 6.0 es un videojuego de simulación deportiva desarrollado por Dinamic Multimedia. Se trata de la sexta entrega de la saga PC Fútbol, correspondiente a la temporada 1997/98 de la liga española de fútbol. Se publicó en noviembre de 1997 y contó con dos expansiones oficiales.
El jugador debe llevar la gestión deportiva de un club de fútbol en todas las parcelas. Al igual que en la entrega anterior, se utilizaba un entorno tridimensional para la simulación de partidos. Si bien sólo podían dirigirse equipos españoles de Primera División, Segunda División y Segunda B, el juego cuenta con una extensa base de datos de los clubes más importantes de Europa y Suramérica.

## Modos de juego
Los principales modos de juego que popularizaron a este mánager son los siguientes:
- Liga Manager: El jugador puede escoger cualquier equipo de Primera, Segunda División y Segunda B de la Liga Española para dirigirlo cuantas temporadas quiera

- Liga Promanager: El jugador empieza de cero como mánager recibiendo ofertas de equipos menores (generalmente de Segunda B) y deberá progresar cumpliendo o superando los objetivos marcados para ir recibiendo durante las siguientes temporadas ofertas mejores de otros clubes españoles con más categoría.

- Partido amistoso: Pensado principalmente para jugar los partidos interactivos, es un simple partido entre 2 equipos.

- Desafío América-Europa: Un amistoso entre un combinado, seleccionable por el jugador, de jugadores europeos o suramericanos.

El juego también contaba con los siguientes extras:
- Base de datos: La base de datos del propio juego.

- Pro Quinielas 2.0: Permitía hacer quinielas de la jornada en colaboración con Loterías y Apuestas del Estado

- Los goles de la Liga.

- Seguimiento: El jugador podía actualizar a medida la liga de esa temporada introduciendo los resultados.

## Cómo jugar
El jugador tiene la posibilidad de hacer fichajes, contratar juveniles para crear una cantera en el club, ver las tácticas del rival, o incluso de modificar el estadio y finanzas del club. A la hora de jugar los partidos de liga, hay varias opciones:
- Resultado: Sale el resultado del partido, sin más.

- Resumen: El jugador ve las principales incidencias del partido reflejadas por escrito, así como las estadísticas del partido. Similar al modo "resultado"

- Interactivo: Puede jugarse el partido de fútbol con tus jugadores, como en un simulador deportivo. El partido podía durar de 2 a 20 minutos dependiendo de las preferencias del jugador.

- Simulación: El jugador ve el partido en el campo. Es similar al interactivo, pero no permite el control de tu equipo, sino que simplemente se observa el encuentro. La duración es la misma que en el modo interactivo.

## Versiones de Ligas extranjeras
El éxito en ventas de Dinamic con este juego propició la continuación de las sagas internacionales que tenía PC Fútbol, conocidas como PC Premier (Premier League), PC Calcio (Liga Italiana) y PC Argentina (Liga Argentina). Cabe destacar que este sería el último año que saldrían al mercado por separado, ya que la continuación de este juego, PC Fútbol 7, sí incluyó ligas internacionales.